# Virginie Demont-Breton
Virginie Demont-Breton (geboren 26. Juli 1859 in Courrières; gestorben 10. Januar 1935 in Paris) war eine französische Malerin.

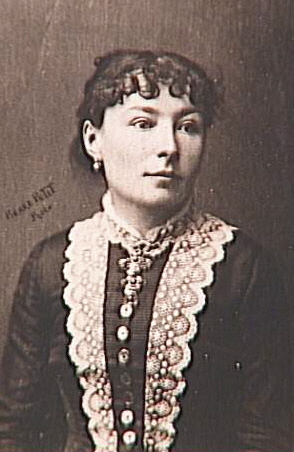
Demont-Breton (Fotografie von Pierre Petit)

## Leben
Virginie Élodie Marie Thérèse Breton war die Tochter und Schülerin des Malers Jules Breton. Im Jahr 1880 heiratete sie den Maler Adrien Demont, mit dem sie zunächst in Montgeron wohnte und in den Sommern gemeinsam im Pas de Calais malte.
Sie wurde bereits bei ihrem Debüt 1880 im Salon de Paris geehrt und erhielt 1883 im Salon eine Medaille 2. Klasse. 1893 errang sie eine Goldmedaille auf der Weltausstellung in Amsterdam. Im Jahr 1891 zog das Ehepaar nach Wissant, wo sie sich vom belgischen Architekten Edmond De Vigne die Villa Le Typhonium im neo-ägyptischen Stil bauen ließen. 1894 wurde die Künstlerin zur Académie royale de peinture et de sculpture zugelassen und wurde 1913 ordentliches Mitglied. 1920 veröffentlichte sie einen Band Erinnerungen.

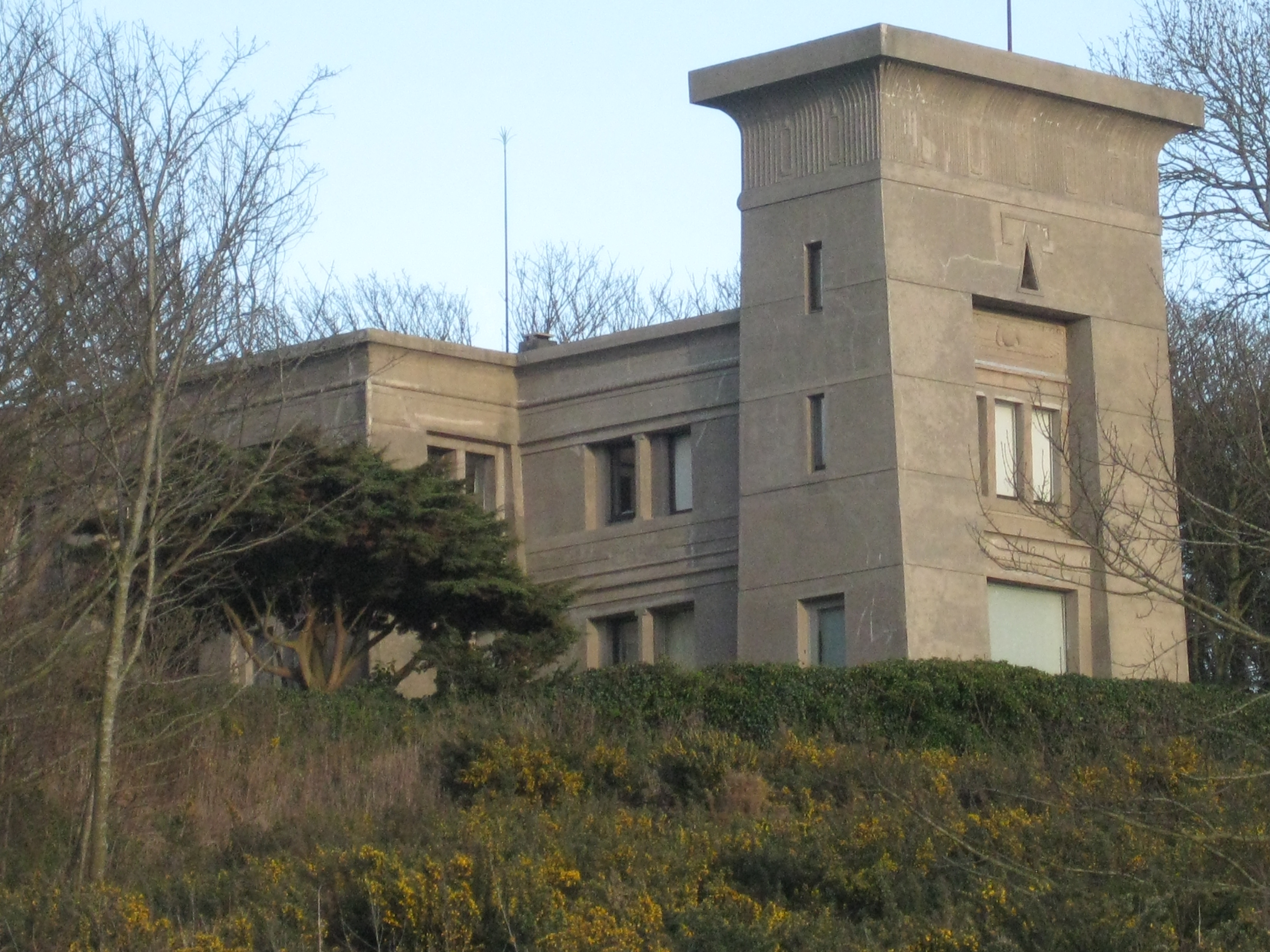
Villa Le Typhonium

Demont-Breton war eine gemäßigte Frauenrechtlerin und von 1895 bis 1901 Vorsitzende der „Union des femmes peintres et sculpteurs“, der Gewerkschaft für Maler- und Bildhauerinnen.
Sie wurde 1894 in die Ehrenlegion aufgenommen und 1914 zum Offizier ernannt.
Ihre Genrebilder aus dem Leben der Fischer, Porträts und Historienbilder, die heute der École de Wissant zugerechnet werden, befinden sich in Privatbesitz und in Regionalmuseen Nordfrankreichs, durch den Kunsthändler Samuel Putnam Avery wurden auch amerikanische Privatsammler interessiert.

## Schriften (Auswahl)
- Tendresses dans la tourmente. 1914–1919 poésies. Alphonse Lemerre, Paris 1920.
- Les maisons que j’ai connues. Plon-Nourrit, Paris 1926 (Les maisons que j’ai connues: 1. Notre pays natal. 2. Nos amis artistes. 3. Peintres et savants; L’audition colorée. 4. Dans les Flandres; Gand-Douai).

Bilder (Auswahl)
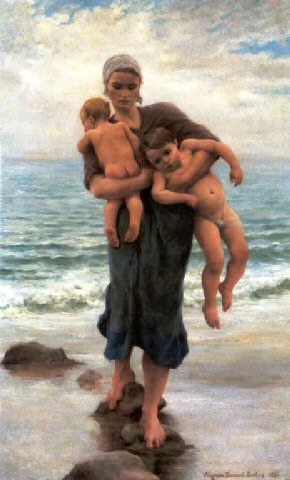
Femme de pêcheur venant de baigner ses enfants, undatiert
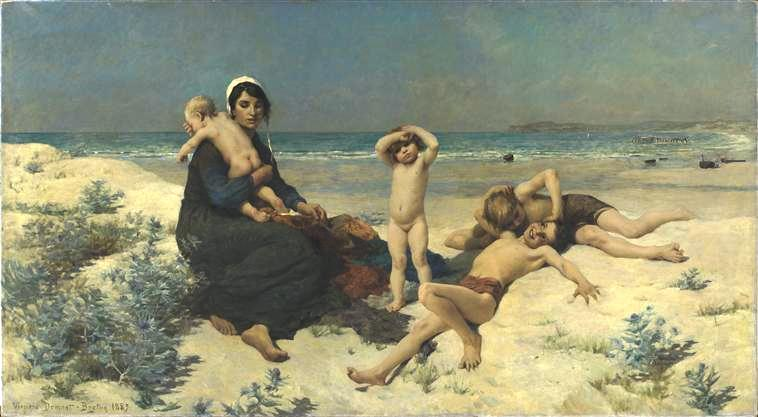
La Plage, 1883
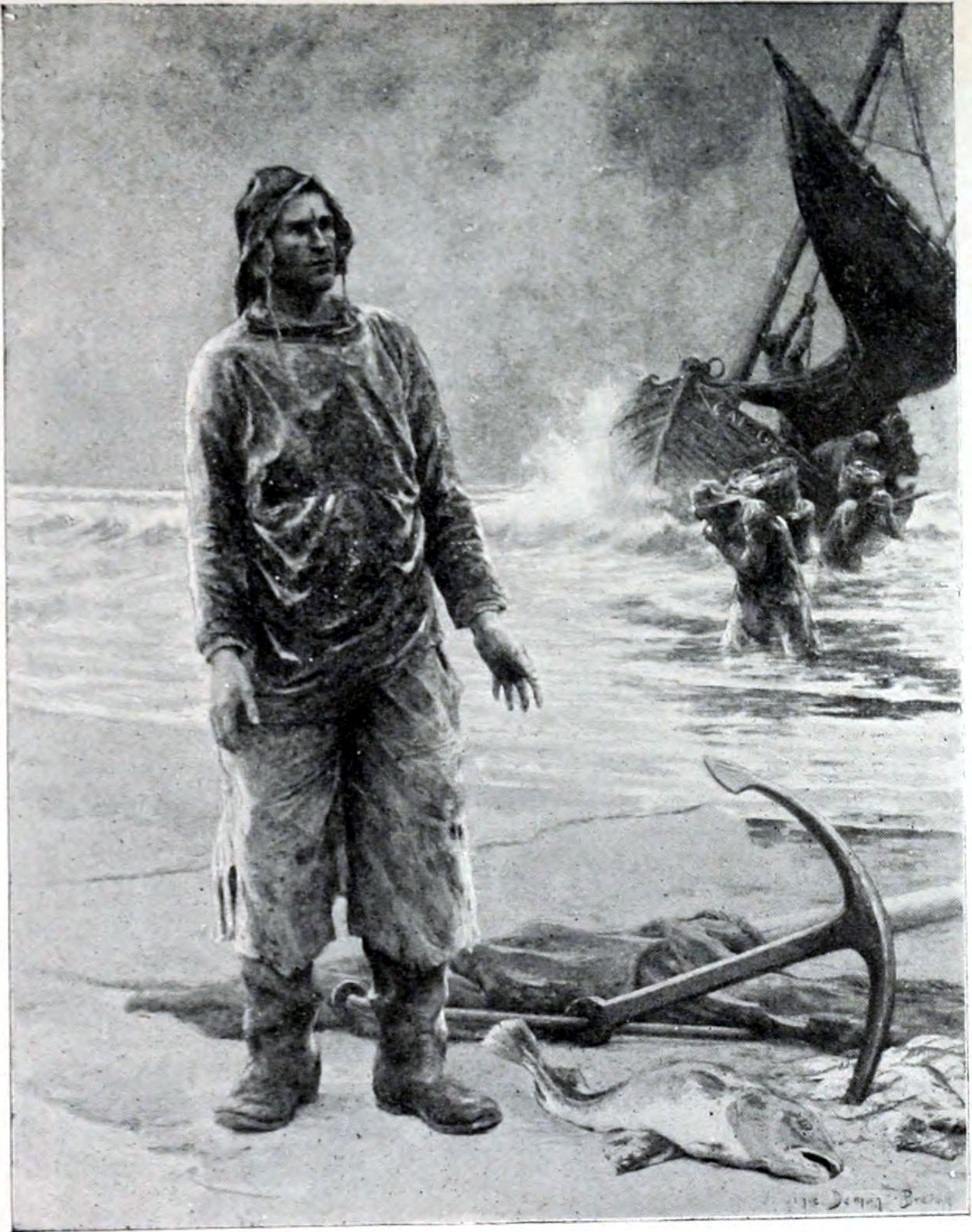
Hommes de mer, 1898
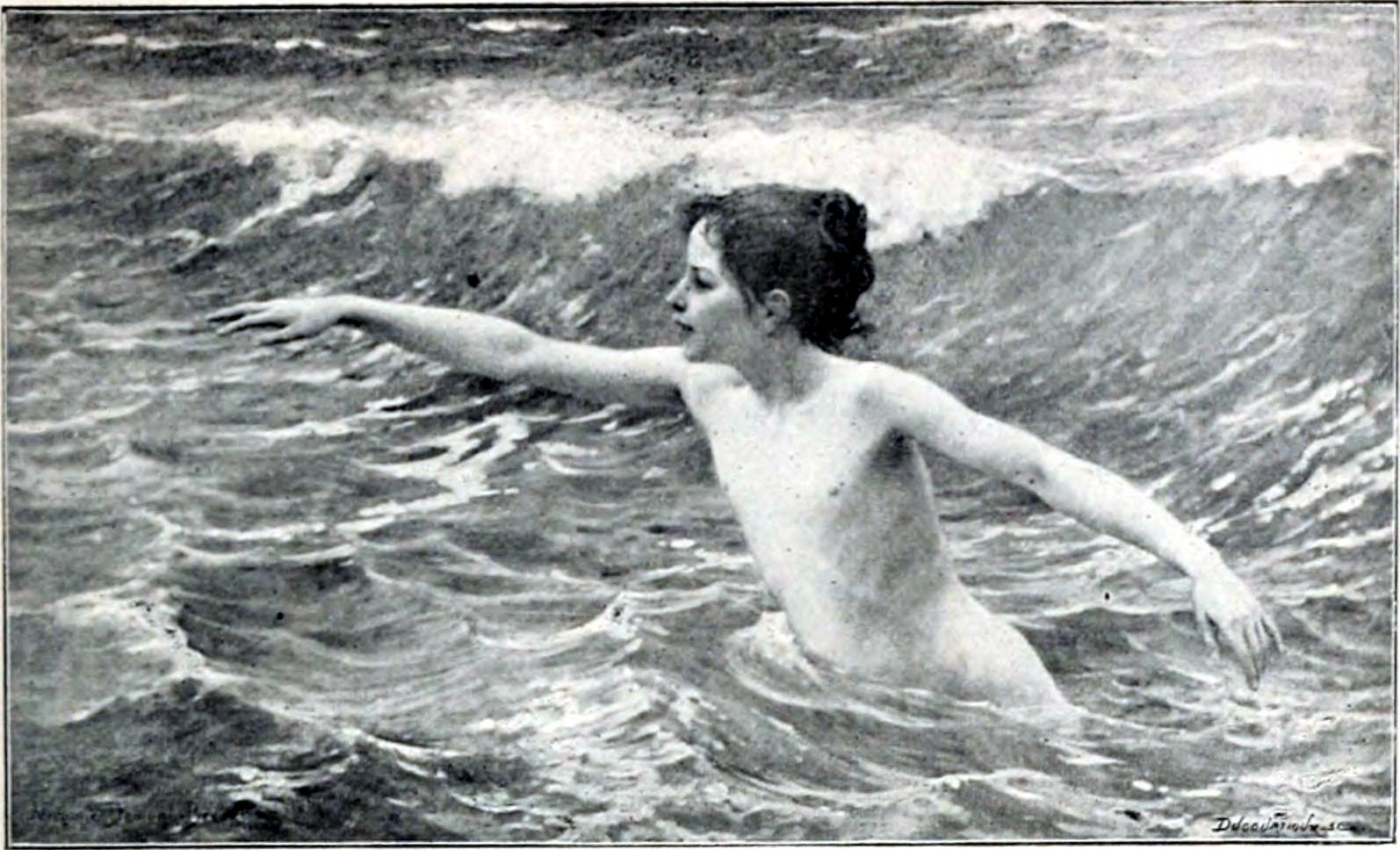
Dans l'eau bleue, 1898
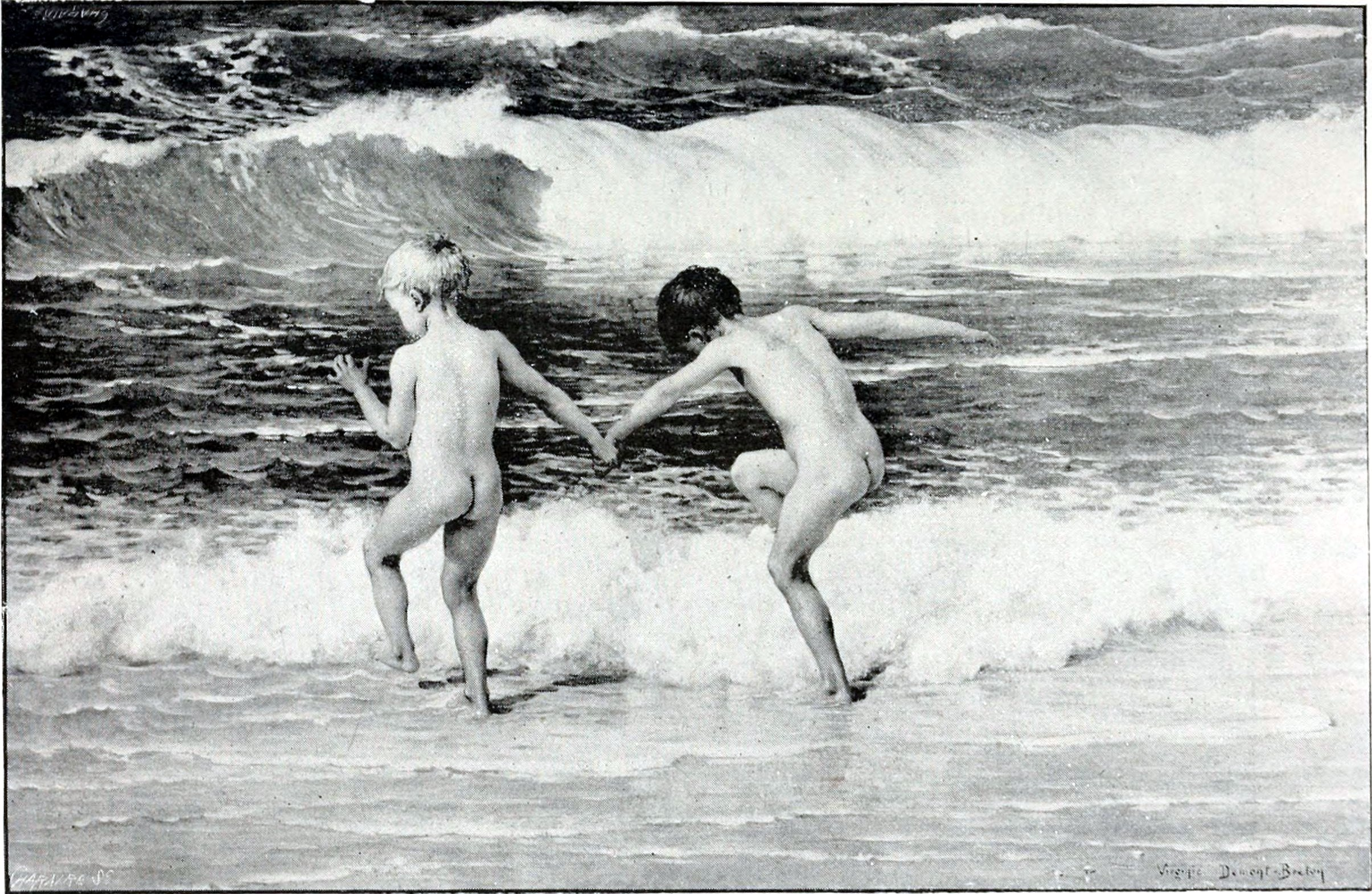
Première Audace premier frisson, 1900

## Vincent van Gogh
Vincent van Gogh fand 1889 eine schwarz-weiße Abbildung ihres Gemäldes L’homme est en mer („Der Mann ist auf See“) in der Illustrierten Le Monde Illustré und malte seine eigene Version in seinen eigenen Farben.